# Dia (logiciel)
Pour les articles homonymes, voir Dia.
Dia est un logiciel libre de création de diagramme développé en tant que partie du projet GNOME. Conçu par Alexander Larsson, il poursuit des buts similaires à Microsoft Visio et fait partie du projet GNU. Il est distribué selon les termes de la GNU GPL.
Le logiciel est intégré à la liste des logiciels libres préconisés par l’État français dans le cadre de la modernisation globale de ses systèmes d’informations le 1er janvier 2018.

## Description
Dia est conçu de manière modulaire avec plusieurs paquetages de formes pour des besoins différents : diagramme de flux, diagramme de circuit électrique, diagramme UML, etc. L'ajout d'un paquetage se fait par l'écriture de fichiers XML, en utilisant un sous-ensemble du SVG pour dessiner les formes.
Dia charge et sauve les diagrammes dans son propre format XML (compressé en gzip par défaut). Il peut exporter en PostScript encapsulé (EPS), SVG, DXF, CGM, PNG, et autres.
Dia peut être scripté avec le langage de programmation Python. Il propose aussi la génération de code PHP5, C++, Java, Python, etc. directement depuis le diagramme UML fait dans Dia : http://uml2php5.zpmag.com/index.php (en faisant une exportation au format XSL (*.code) (ne fonctionne pas sous Mac OS X). 
Autrement, il est possible de générer du code Ada, C, C++, Java, PHP, PHP5, Python, Ruby, shapefile, SQL ou C# directement à partir des fichiers dia via l'utilitaire libre et gratuit dia2code.

### Logiciels comparables
- Kivio (logiciel libre)
- Microsoft Visio (Microsoft Windows uniquement)
- OmniGraffle (OS X et iOS uniquement)
- Pencil